# Giorgio Zampori
Giorgio Zampori (n. 4 iunie 1887, Milano, Regatul Italiei – d. 7 decembrie 1965, Brescia, Italia) a fost un gimnast artistic ce a reprezentat Italia, medaliat olimpic. A participat la 3 ediții ale Jocurilor Olimpice (1912, 1920, 1924) în care a câștigat patru medalii de aur și o medalie de bronz.